# Chris Joannou
"Chris" Joannou, é um músico e produtor musical australiano. (Nasceu em 10 de novembro de 1979), em Newcastle, Austrália.

## Biografia e carreira
Como músico, ele é famoso por tocar baixo no trio australiano Silverchair, quanto a sua carreira de produtor destaca-se pelo trabalho com o The Mess Hall, outra banda australiana.
A família de Chris consiste em sua mãe (Sue), seu pai (David), e em suas duas irmãs (uma delas, sendo gêmea de Chris). Durante sua infância, Chris morou na mesma rua de seu colega de banda Ben Gillies e estudou tanto com Ben Gillies quanto com Daniel Johns. Quando eram crianças, Daniel e Chris tocavam trompete na banda da escola. Chris namora a modelo e apresentadora Laura Csortan.
Chris aprendeu a tocar baixo com o baterista do Silverchair, Ben Gillies, em alguns meses, e a partir de então, começou a se desenvolver como baixista. As preferências musicais de Chris incluem bandas como Led Zeppelin, Black Sabbath, Deep Purple, Bob Marley, You Am I, Primus e Korn.
Na sua banda, Chris é considerado o mais discreto do grupo, tal fato é influenciado por um problema nas cordas vocais de Chris, que o limitam a duas horas diárias para fala. Na adolescência, Chris afirmou que se não fosse músico, provavelmente seria mecânico automotivo (tendo comprado em 1995 seu, até então, "carro dos sonhos", um Ford Mustang de 1968).
Quanto ao equipamento de Chris, baixos das marcas G&L , Rickenbacker , Gibson e Fender Musical Instruments Corporation são observados em performances ao vivo com o Silverchair e nas gravações dos discos. Usou também baixo da marca Spector durante a turnê do album "Freak Show".

## Empreendimentos comerciais
Joannou é co-proprietário e co-fundador da sociedade Beer company Lovells Lager. Ele também é um dos quatro empresários que irão abrir um bar local de entretenimento na Parry Street, no West End de Newcastle, NSW, Austrália.